# 夾竹桃蚜
夾竹桃蚜（学名：Aphis nerii）为常蚜科蚜屬下的一个种。